# Antoinette de Koháry
Marie Antoinette, princesse Koháry de Csábrág et Szitnya (2 juillet 1797 - 25 septembre 1862) était une aristocrate hongroise, membre de la maison de Saxe-Cobourg et Gotha et aïeule de plusieurs souverains européens. Elle est par ailleurs la mère de Ferdinand II, roi de Portugal jure uxoris en tant qu'époux de la reine Marie II de Portugal, et la grand-mère de Ferdinand Ier, premier roi des Bulgares.

## La famille et le mariage
Antoinette est née à Vienne, fille unique du prince François Joseph Koháry et de la comtesse Marie-Antoinette de Waldstein-Wartenberg. Elle a hérité du titre et des biens immobiliers de son père, alors évalués à 20 millions de francs et situés sur le territoire actuel de la Slovaquie.
Elle s'est mariée le 30 novembre 1815 à Vienne, avec le prince Ferdinand de Saxe-Cobourg et Gotha. De leur union sont nés quatre enfants :
- le prince Ferdinand de Saxe-Cobourg et Gotha (1816-1885), devenu roi de Portugal jure uxoris sous le nom de Ferdinand II
- le prince Auguste de Saxe-Cobourg et Gotha (1818-1881)
- la princesse Victoria de Saxe-Cobourg et Gotha (1822-1857), duchesse de Nemours
- le prince Léopold de Saxe-Cobourg et Gotha (1824-1884)

Par le biais de leurs enfants, Antoinette et Ferdinand sont les ancêtres de nombreux membres de maisons royales et de souverains : Pierre V de Portugal, Charles Ier du Portugal, Manuel II du Portugal, Frédéric Auguste III de Saxe (le dernier roi de Saxe), Charles Ier d'Autriche, Carol II de Roumanie, Michel Ier de Roumanie, Ferdinand Ier de Bulgarie, Boris III de Bulgarie, Siméon II de Bulgarie, Pierre II de Yougoslavie, ainsi que le prétendant au trône de France, Henri d'Orléans, comte de Paris.
Antoinette est morte à Vienne en 1862.